# Tim Keller
Timothy (Tim) James Keller (Allentown (Pennsylvania), 23 september 1950 – New York, 19 mei 2023) was een Amerikaanse predikant binnen de Presbyterian Church in America. Hij was oprichter en voorganger van de Redeemer Presbyterian Church in het centrum van New York. Keller was een invloedrijk geestelijk leider in de Verenigde Staten en daarbuiten. Wereldwijd worden zijn preken beluisterd, zijn boeken gelezen en zijn ideeën over kerkplanting verspreid.

## Biografie
Timothy J. Keller, geboren op 23 september 1950, groeide op in Lehigh Valley, in de Amerikaanse staat Pennsylvania. Het gezin was lid van een lutherse kerk. Hij studeerde theologie aan de Bucknell University, Gordon-Conwell Theological Seminary en promoveerde in 1981 aan Westminster Theological Seminary. Hier ontmoette hij zijn latere echtgenote Kathy, die van grote betekenis was voor zijn theologische ontwikkeling. Dit bleek uit zijn biografie "Timothy Keller. His Spirital and Intellectual Formation (2023). Door haar maakte hij kennis met het gedachtegoed van de Amerikaanse opwekkingsprediker Jonathan Edwards (1703-1758) en de Britse apologeet en schrijver C.S. Lewis (1898-1963). Door beiden liet hij zich in sterke mate inspireren. Ook maakte hij kennis met de theologie van de Nederlandse theoloog Herman Bavinck (1854-1921).
Keller begon zijn loopbaan als pastor van een kleine gemeente in Hopewell (Virginia). Deze gemeente behoorde tot de Presbyterian Church in de Verenigde Staten (PCA) en onderschrijft de Westminster Confessie. Na enige jaren werd hij hoogleraar praktische theologie aan Westminster Theological Seminary en ontwikkelde in deze hoedanigheid een visie op het kerkzijn in een moderne geseculariseerde wereld.
In 1989 stichtte Keller op verzoek van de PCA een nieuwe gemeente in Manhattan: Redeemer Presbyterian Church. Deze kerk begon met minder dan vijftig bezoekers, maar wordt inmiddels wekelijks bezocht door ten minste vijfduizend mensen, grotendeels dertigers. Volgens Keller was Manhattan destijds het domein van de sceptici, critici en cynici. De middenklasse (de gebruikelijke markt voor een kerk) was bezig de stad te ontvluchten. De hippe en mondaine mensen, de rijken en de armen bleven over. "Ik kreeg te horen dat de meesten van hen alleen maar konden lachen bij het idee ‘kerk’."
In 2001 begon Keller met Redeemer City tot City, een organisatie die gemeentestichters wil toerusten. Het netwerk hielp wereldwijd zeker 978 kerken te planten. In 2007 richtte Keller met zijn vriend The Gospel Coalition (TGC) op: een internationaal platform met als doelstelling "een Bijbelgetrouwe prediking te bevorderen." In 2023 werd het Keller Center for Cultural Apologetics opgericht. Hier gaat het om toerusting van mensen om in de moderne geseculariseerde samenleving het christelijk geloof uit te dragen. De boodschap van Tim Keller richtte zich op moderne mensen: zijn uitleg van de Bijbel is voor ongelovigen, twijfelaars alsook voor gelovigen.
New York Magazine noemde Keller de succesvolste evangelist in de stad, omdat hij zou inzien dat jonge generaties afgestudeerden en kunstenaars in grote mate verantwoordelijk zijn voor de ontwikkelingen in de cultuur en dat het belangrijk is deze groep in hun eigen taal en sfeer tegemoet te treden. Christenen behoren volgens Keller present te zijn door hun geloof uit te leven in hun werk om zo een tegencultuur te vormen.
Pas op zijn 58ste begon Keller met het schrijven van boeken. "Als ik dat gedaan had toen ik dertig of veertig was, zou ik er nu waarschijnlijk verlegen mee zijn." zei hij later. De talloze preken en gesprekken uit zijn lange loopbaan vormden de basis voor zijn geestelijke erfenis: een lange rij boeken, meer dan dertig, ook in het Nederlands vertaald. In zijn boeken toont hij zich een apologeet, gedreven door de overtuiging dat geloof en verstand niet met elkaar in tegenspraak zijn. Keller schreef ook Bijbelstudies en pastorale boeken over onder meer het lijden, het huwelijk, geboorte, trouwen en sterven.
Keller en zijn vrouw kregen drie zoons: David, Michael en Jonathan en zeven kleinkinderen. Tim Keller overleed op 72-jarige leeftijd aan alvleesklierkanker.

## Theologie
Keller was geen origineel theoloog: hij wilde aansluiten bij de oude gereformeerde theologie. Hij wilde deze boodschap vertalen naar het heden met oog voor de twijfels en vragen van moderne mensen. De lastige kanten van het geloof ging hij niet uit de weg. In deze rol had hij betekenis als christelijk apologeet. Afkomstig uit een luthers milieu werd hij calvinist. Hij was lid van de (orthodoxe) Presbyterian Church in America (PCA) en onderschreef de belijdenis van Westminster. Keller behoorde tot de stroming van het New Calvinism, dat gelijkenis vertoont met wat in Nederland bekendstaat als neocalvinisme. Dit verbindt Keller aan Bavinck en Kuyper, maar Keller zou in zijn openheid naar de moderne cultuur en zijn nadruk op de taak als christen in deze cultuur wel verder gaan dan de voorgenoemde theologen.
De beweging van het New Calvinism begon met de oprichting van de Council on Biblical Manhood and Womanhood in 1987 in de Verenigde Staten en wil zich plaatsen tussen het orthodox calvinisme enerzijds en evangelisch postmodernisme anderzijds. De beweging kreeg binnen korte tijd grote populariteit onder Amerikaanse christenen. Keller schreef verschillende boeken waarvan er wereldwijd meer dan 3 miljoen exemplaren werden verkocht. Zijn meest bekende boeken zijn: In alle redelijkheid (2008), De vrijgevige God (2009), Namaakgoden (2010) en Centrum-Kerk: het evangelie midden in je stad (2014).

### Contextualisatie
Een begrip dat past bij de methode van Keller is contextualisatie: ken de vragen die in jouw cultuur spelen, en geef daarop Bijbelse antwoorden. Volgens Keller "zitten we allemaal opgesloten in onze cultuur. (..) Gebruik de methodes die je kunt gebruiken in je eigen cultuur. Keller zocht het niet in veel uitwendig vertoon. Op een conferentie in Berlijn op uitnodiging van City to City in 2011 stond een oude, wat saai ogende man in een spijkerbroek met colbertje en een paar foute gympen aan zijn voeten, maar vanaf de eerste minuut wist hij zijn publiek te boeien met een heldere, inspirerende toespraak. Nooit kwam hij in opspraak door een misstap of een extreme politieke visie.

### Waardering
In Nederland kregen de boeken van Keller veel waardering. Van het boek In alle redelijkheid gingen 28.000 papieren exemplaren over de toonbank wat uitzonderlijk veel is voor een theologisch boek. Voor velen uit orthodox-christelijk hoek was Keller degenen die de kern van de Bijbelse boodschap, de persoonlijke verzoening met God door het verlossingswerk van Christus, weer voor het voetlicht wist te brengen in een seculiere, postchristelijke westerse cultuur. Keller stelde zich achter de noodzaak van het plaatsbekledend lijden van Christus. Hij verzette zich tegen moderne (vrijzinnige) theologie die de verzoening door voldoening ontkennen. In zijn preken en boeken reikt hij een taal aan om het Evangelie te vertalen naar de denk en leefwereld van tijdgenoten. Bij dit vertaalproces betrekt hij grote denkers uit de christelijke traditie zoals Augustinus, Luther, Owen, Edwards en Lewis. In zijn boek Center Church (2014) reflecteerde Keller op zijn vertaalproces om andere kerkleiders daarin mee te nemen. Een sterk punt van Keller is dat hij voortdurend met zijn hoorders en lezers in gesprek wil en zo de verbinding zoekt.
Ook zijn visie over het huwelijk en traditionele levensvormen spreken orthodox-christenen aan. Keller zag voor vrouwen in kerkelijke ambten geen ruimte. Keller was één van de opstellers van het rapport 'Menselijke Seksualiteit' van de Presbyterian Church in America. Hierin bleek dat Keller bereid was tegen culturele trends in te gaan.

### Kritiek
Met het doel voor ogen om de oude christelijke boodschap naar calvinistische voorstelling te vertalen naar een moderne context, ontkwam hij niet aan de kritiek van enkele collega's uit zijn eigen (presbyteriaanse) kerkverband. Met name werd hij bekritiseerd vanwege zijn gedachten over Gods toorn en de hel. Keller stelde in zijn apologetische werken dat de niet gelovige mens de hel zelf verkiest en niet dat dit het gevolg is van Gods toorn. Keller wil het evangelie relevant maken voor de hedendaagse cultuur en dit zou te veel ten koste gaan van de Bijbelse boodschap.
Specifieke leerstukken die bij Keller 'onvoldoende rechtzinnig' naar voren zouden komen zijn de schepping, de zonde, de hel en de drie-eenheid. Zo stelden de theologen dr. Iain D. Campbell en dr. William M. Schweitzer dat "Keller orthodox is in zijn overtuigingen. Het probleem ligt in de manier waarop hij ervoor kiest om zijn orthodoxe geloof te uiten." Als Keller bijvoorbeeld over een begrip 'zonde' spreekt, doet hij dat in termen die aansluiting hebben bij het leven van het postmoderne publiek. In zijn voorstelling zouden echter belangrijke aspecten verloren gaan: "de zonde als het breken van Gods wet en de val in Adam als de situatie waarin mensen van nature verkeren." De voorstelling van Keller van de drie-eenheid met het beeld van 'een goddelijke dans van Vader, Zoon en Heilige Geest', riep eveneens bedenkingen op. De wijze waarop Keller de Bijbel uitlegt zou niet altijd overeen komen met de belangrijke stelregels van de gereformeerde hermeneutiek. Hij zou hierin niet altijd consequent zijn.
Keller zou de gedachte dat God bij de schepping gebruik heeft gemaakt van evolutionaire processen niet geheel hebben uitgesloten. Later gaf Keller de indruk dat hij van deze gedachte los gekomen was en de voorkeur gaf voor een meer traditionele scheppingsvisie.
Kerkverbanden hebben in de gedachte van Keller weinig betekenis. Hij denkt vooral in termen van verbanden van christenen wereldwijd. Dit verklaart voor een groot deel zijn populariteit. Anderzijds vormt dit juist weer een punt van kritiek.
Evenals in Amerika is er ook in Nederland kritiek te bespeuren op zijn theologie. Met name rond de onderwerpen verkiezing, verzoening, zonde en genade. Hij zou hierbij (ten opzichte van traditionele theologen als Augustinus, Calvijn, Comrie of Brakel) te veel in algemene termen spreken. Zonde is voor Keller het aannemen van een onjuiste identiteit. Het aspect dat de zonde allereerst ongehoorzaamheid en overtreding is van Gods wet zou te veel onderbelicht blijven. Hierdoor zou hij niet ten volle recht doen aan de betekenis van het kruis van Christus. Keller verwees meer dan eens positief naar de Schotse predikant George Macdonald. Deze had een afkeer van de leer van verzoening door voldoening.
In zijn openheid naar de moderne cultuur in muziekstijl, het gebruik maken van films, en de betekenis van de zondagsheiliging, zou volgens critici te veel de notie van het vreemdelingschap worden gemist.
Behalve de kritiek van de rechterflank op te ver gaan de contextualisatie (zie hierboven) kreeg Keller van linkerzijde vooral kritiek op zijn onheldere cq. conservatieve positie t.o.v. de rol van vrouwen in de kerk en ten aanzien van het homohuwelijk. Ook zijn commitment aan het verzoeningsmodel van 'verzoening door voldoening' zorgde voor de nodige kritiek.